# Andrew Laszlo
László András (Laszlo Andrew, Andrew Laszlo) (Pápa, 1926. január 12. – Montana, Egyesült Államok, 2011. október 7.) magyar operatőr. Apja nagykereskedő volt.

## Élete
Iskoláit Pápán végezte. A zsidó fiúiskolának, majd a Református Kollégiumnak a tanulója volt. 1944-ben munkaszolgálatos lett. 1944 őszén elhurcolták Bergen-Belsenbe. 1945-ben került vissza Pápára. Majdnem teljes családját kiirtották. 
1947-ben bevándorolt az Egyesült Államokba. New Yorkban fotósként és egy fotólaboratóriumban asszisztensként kezdett dolgozni. 1950-ben a koreai háborúban már mint haditudósító-operatőr vett részt. Mind a moziban, mind a televízióban számos, nagy sikerű filmet fényképezett. 
Élettörténetét megírta: Footnote to history, University of America, 2002. Magyarul: Lábjegyzet a történelemhez. Ford. Huszár Ágnes. Múlt és Jövő Könyvkiadó, 2011. nak a

## Filmjei
- Naked city (1962-1963)
- Egy krumpli, két krumpli (1964)
- The Beatles At Shea Stadium (1965)
- Te már nagy kisfiú vagy (1967)
- Razzia Minsky bárjában (1968)
- Papi (1969)
- Párosban a városban (1970)
- Lovers and other strangers (1970)
- A gammasugarak hatása a százszorszépekre (1972)
- A 44-es évfolyam (1973)
- New York foglyai (1977)
- Aki halt, aki nem (1978)
- A Harcosok (1979)
- A sógun (1980)
- The funhouse (1981)
- A lápvidék harcosai (1981)
- Rambo – Első vér (1982)
- Egyszemélyes esküdtszék (1982)
- Gyilkos bábu (1982)
- Ha eljönnek a bomberek (1984)
- Tánc, a csodák csodája (1985)
- Kopogó szellem 2. (1986)
- Vérbeli hajsza (1987)
- Star Trek V: A végső határ (1989)
- Túlvilági papa (1990)
- Rikkancsok (1992)

## Külső hivatkozások
- Múlt és Jövő[halott link]
- László András az Internet Movie Database oldalon (angolul)
- Andrew Laszlo a PORT.hu-n (magyarul)
- Filmkatalógus.hu